# Чемпионат Европы по современному пятиборью 2019
Чемпионат Европы по современному пятиборью 2019 года прошёл с 6 по 11 августа в Бате, Великобритания. Соревнования носили статус квалификационных на Олимпийские игры 2020 года в Токио. Лицензии получили спортсмены, занявшие места с первого по восьмое в личном зачёте.

## Медальный зачёт
Страна-хозяйка соревнований 
| Место | Страна         | Золото | Серебро | Бронза | Всего |
| ----- | -------------- | ------ | ------- | ------ | ----- |
| 1     | Великобритания | 5      | 1       | 0      | 6     |
| 2     | Литва          | 1      | 0       | 1      | 2     |
| 3     | Россия         | 1      | 0       | 0      | 1     |
| 4     | Франция        | 0      | 2       | 0      | 2     |
| 5     | Чехия          | 0      | 1       | 2      | 3     |
| 6     | Беларусь       | 0      | 1       | 1      | 2     |
| 6     | Италия         | 0      | 1       | 1      | 2     |
| 8     | Украина        | 0      | 1       | 0      | 1     |
| 9     | Венгрия        | 0      | 0       | 2      | 2     |
| Всего | Всего          | 7      | 7       | 7      | 21    |

## Призёры

### Мужчины
| Дисциплины           | Золото                                             | Золото | Серебро                                              | Серебро | Бронза                                         | Бронза |
| -------------------- | -------------------------------------------------- | ------ | ---------------------------------------------------- | ------- | ---------------------------------------------- | ------ |
| Индивидуальный зачёт | Джеймс Кук (GBR)                                   | 1477   | Валентин Праде (FRA)                                 | 1464    | Мартин Влах (CZE)                              | 1460   |
| Командный зачёт      | Великобритания · Джо Чунг · Джеймс Кук · Том Тулис | 4333   | Франция · Валентин Бело · Брис Лубе · Валентин Праде | 4304    | Чехия · Ян Куф · Ондржей Поливка · Мартин Влах | 4278   |
| Эстафета             | Великобритания · Оливер Маррей · Майлз Пилледж     | 1493   | Украина · Владислав Рыдванский · Андрей Федечко      | 1489    | Венгрия · Рихард Берецкий · Иштван Малиц       | 1484   |

### Женщины
| Дисциплины           | Золото                                                         | Золото | Серебро                                                            | Серебро | Бронза                                                               | Бронза |
| -------------------- | -------------------------------------------------------------- | ------ | ------------------------------------------------------------------ | ------- | -------------------------------------------------------------------- | ------ |
| Индивидуальный зачёт | Лаура Асадаускайте (LTU)                                       | 1390   | Кейт Френч (GBR)                                                   | 1381    | Ирина Просенцова (BLR)                                               | 1364   |
| Командный зачёт      | Великобритания · Кейт Френч · Джоанна Мьюр · Франческа Саммерс | 4074   | Беларусь · Ирина Просенцова · Ольга Силкина · Анастасия Прокопенко | 4029    | Литва · Лаура Асадаускайте · Ева Серапинайте · Гинтаре Венчкаускайте | 3992   |
| Эстафета             | Россия · Екатерина Хураськина · Анастасия Петрова              | 1374   | Италия · Ирене Прамполини · Беатриче Меркури                       | 1366    | Венгрия · Камилла Рети · Луца Барта                                  | 1363   |

### Смешанные
| Дисциплины | Золото                                           | Золото | Серебро                                | Серебро | Бронза                                        | Бронза |
| ---------- | ------------------------------------------------ | ------ | -------------------------------------- | ------- | --------------------------------------------- | ------ |
| Эстафета   | Великобритания · Керенза Брайсон · Майлз Пилледж | 1438   | Чехия · Элишка Прибылова · Давид Киндл | 1419    | Италия · Ирене Прамполини · Валерио Грасселли | 1412   |